# La sonrisa vertical

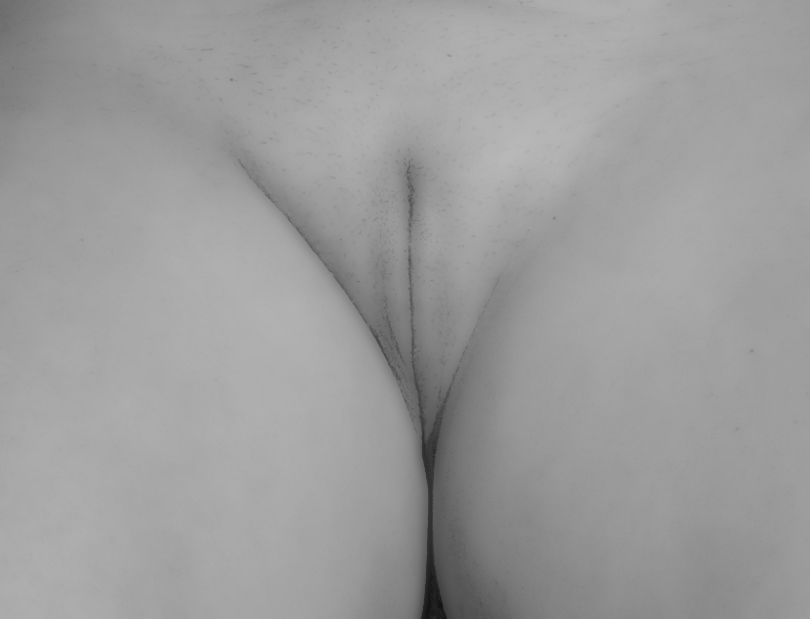
La vulva femenina, que se asemeja a una sonrisa vista de forma vertical, da nombre a la colección.

La sonrisa vertical fue una colección literaria de Tusquets Editores cuyas publicaciones se encontraban enmarcadas dentro de la literatura erótica. Los precursores de esta colección fueron el cineasta Luis García Berlanga y la editora Beatriz de Moura, que en los años 70 comenzaron a desarrollar un proyecto que terminaría viendo la luz en 1977. A diferencia de la gran mayoría de colecciones específicamente eróticas que emergieron en pleno período transicional y que desaparecieron rápidamente del mercado literario, La sonrisa vertical gozó de una larga trayectoria que se extendió más de tres décadas hasta que en junio de 2014 publicó su último título, Mira lo que tengo de José María Valtueña.
Una clave de su éxito fue su doble labor: por un lado, tradujo al español autores hasta el momento prohibidos —o con traducciones anticuadas— como Wilhelmine Shroeder Devrient, Jean de Berg, Pierre Louÿs, Alfred de Musset, Henri Raynal, El Marqués de Sade, Leopold von Sacher-Masoch, Georges Bataille o André Pieyre de Mandiargues, y por otro impulsó la nueva creación a partir de la convocatoria del galardón literario de narrativa erótica Premio La sonrisa vertical abierto a autores españoles e hispanoamericanos. 
Dentro de la colección La sonrisa vertical se han publicado un total de ciento cincuenta y tres volúmenes. Todos ellos presentan el característico aspecto que ha hecho a la colección inolvidable: la portada de color rosa pastel con letras caligrafiadas en blanco y cursiva y el sello de la editorial —una sonrisa infantil femenina volteada en sentido vertical— enmarcado bien dentro de un triángulo o en una cerradura, dependiendo de la edición. El nombre de la colección es una expresión que figura al sexo femenino, originada en la Francia del siglo XVIII.

## Libros de la colección
| Número | Título                                                                  | Autor                                      | Páginas | ISBN                   | Observaciones                      |
| ------ | ----------------------------------------------------------------------- | ------------------------------------------ | ------- | ---------------------- | ---------------------------------- |
| 1      | La insólita y gloriosa hazaña del cipote de Archidona                   | Camilo José Cela                           | 52 p.   | ISBN 978-84-7223-301-0 |                                    |
| 2      | Memorias de una cantante alemana                                        | Wilhelmine Schröeder-Devrient              | 258 p.  | ISBN 978-84-7223-302-7 |                                    |
| 3      | La imagen                                                               | Jean de Berg                               | 128 p.  | ISBN 978-84-7223-303-4 |                                    |
| 4      | Gamiani                                                                 | Alfred de Musset                           | 104 p.  | ISBN 978-84-7223-304-1 |                                    |
| 5      | Grushenka                                                               | Anónimo                                    | 240 p.  | ISBN 978-84-7223-305-8 |                                    |
| 6      | A los pies de Omphalos                                                  | Henri Raynal                               | 178 p.  | ISBN 978-84-7223-306-5 |                                    |
| 7      | Las tres hijas de su madre                                              | Pierre Louys                               | 176 p.  | ISBN 978-84-7223-307-2 |                                    |
| 8      | Mi vida secreta I                                                       | Anónimo                                    | 352 p.  | ISBN 978-84-7223-308-9 |                                    |
| 9      | Mi vida secreta II                                                      | Anónimo                                    | 289 p.  | ISBN 978-84-7223-309-6 |                                    |
| 10     | Historia del ojo                                                        | Georges Bataille                           | 144 p.  | ISBN 978-84-7223-310-2 |                                    |
| 11     | Diálogos de cortesanas y Manual de Urbanidad para jovencitas            | Pierre Louys                               | 168 p.  | ISBN 978-84-7223-311-1 |                                    |
| 12     | El inglés descrito en un castillo cerrado                               | André Pieyre de Mandiargues                | 126 p.  | ISBN 978-84-7223-312-6 |                                    |
| 13     | La educación sentimental de la señorita Sonia                           | Susana Constante Lamy                      | 136 p.  | ISBN 978-84-7223-313-3 | Premio La Sonrisa Vertical 1979    |
| 14     | Diario de burdel                                                        | Josep Lluis Segui                          | 90 p.   | ISBN 978-84-7223-314-0 | Finalista La Sonrisa Vertical 1979 |
| 15     | Señorita tacones altos                                                  | Anónimo                                    | 166 p.  | ISBN 978-84-7223-315-7 |                                    |
| 16     | Irene                                                                   | Albert de Routsie                          | 124 p.  | ISBN 978-84-7223-316-4 |                                    |
| 17     | Venus en India                                                          | Charles Devereaux                          | 272 p.  | ISBN 978-84-7223-317-1 |                                    |
| 18     | La pequeña María                                                        | Sylvain Saulnier                           | 144 p.  | ISBN 978-84-7223-318-8 |                                    |
| 19     | Mi madre                                                                | Georges Bataille                           | 208 p.  | ISBN 978-84-7223-319-5 |                                    |
| 20     | Los amores prohibidos                                                   | Leopoldo Azancot                           | 198 p.  | ISBN 978-84-7223-320-1 |                                    |
| 21     | Diez manzanitas tiene el manzano                                        | Ofèlia Dracs                               | 150 p.  | ISBN 978-84-7223-321-9 | Premio La Sonrisa Vertical 1980    |
| 22     | Mater Amantissima                                                       | José Jara                                  | 160 p.  | ISBN 978-84-7223-322-5 | Finalista La Sonrisa Vertical 1979 |
| 23     | Cruel Zelanda                                                           | Anónimo                                    | 244 p.  | ISBN 978-84-7223-323-2 |                                    |
| 24     | Amor burgués                                                            | Vicente Muñoz Puelles                      | 190 p.  | ISBN 978-84-7223-332-4 | Finalista La Sonrisa Vertical 1979 |
| 25     | Madame Edwarda y El muerto                                              | Georges Bataille                           | 132 p.  | ISBN 978-84-7223-324-9 |                                    |
| 26     | Anacaona                                                                | Vicente Muñoz Puelles                      | 208 p.  | ISBN 978-84-7223-326-3 | Premio La Sonrisa Vertical 1981    |
| 27     | Mi vida y mis amores I                                                  | Frank Harris                               | 288 p.  | ISBN 978-84-7223-327-0 |                                    |
| 27     | Mi vida y mis amores II                                                 | Frank Harris                               | 366 p.  | ISBN 978-84-7223-329-4 |                                    |
| 27     | Mi vida y mis amores III                                                | Frank Harris                               | 208 p.  | ISBN 978-84-7223-334-8 |                                    |
| 27     | Mi vida y mis amores IV                                                 | Frank Harris                               | 374 p.  | ISBN 978-84-7223-339-3 |                                    |
| 28     | Bestia rosa                                                             | Francisco Umbral                           | 200 p.  | ISBN 978-84-7223-328-7 |                                    |
| 29     | Fritzcollage                                                            | Pedro Sampere                              | 184 p.  | ISBN 978-84-7223-330-0 | Premio La Sonrisa Vertical 1982    |
| 30     | Nueve semanas y media                                                   | Elizabeth McNeil                           | 164 p.  | ISBN 978-84-7223-331-6 |                                    |
| 31     | Amor & Tarot                                                            | Esteban López                              | 192 p.  | ISBN 978-84-7223-333-1 |                                    |
| 32     | Ella o el sueño de nadie                                                | Mauricio Wacquez                           | 118 p.  | ISBN 978-84-7223-334-8 |                                    |
| 33     | Beacul                                                                  | S.G. Seud Clozen                           | 128 p.  | ISBN 978-84-7223-335-5 |                                    |
| 34     | El hombre sentado en el pasillo                                         | Marguerite Duras                           | 40 p.   | ISBN 978-84-7223-336-2 |                                    |
| 35     | Historia de O                                                           | Pauline Réage                              | 216 p.  | ISBN 978-84-7223-337-9 |                                    |
| 36     | Duende nocturno                                                         | Arnaud Delaconte                           | 214 p.  | ISBN 978-84-7223-338-6 |                                    |
| 37     | Tres días, tres noches                                                  | Pablo Casado Martín                        | 160 p.  | ISBN 978-84-7223-340-9 | Premio La Sonrisa Vertical 1984    |
| 38     | Opus Pistorum                                                           | Henry Miller                               | 272 p.  | ISBN 978-84-7223-341-6 |                                    |
| 39     | Cuentos inenarrables                                                    | Aldo Coca                                  | 144 p.  | ISBN 978-84-7223-342-3 |                                    |
| 40     | El mal de muerte                                                        | Marguerite Duras                           | 64 p.   | ISBN 978-84-7223-343-0 |                                    |
| 41     | El último goliardo                                                      | Antonio Gómez Rufo                         | 136 p.  | ISBN 978-84-7223-344-7 | Finalista La Sonrisa Vertical 1984 |
| 42     | Emmanuelle                                                              | Emmanuell Arsan                            | 248 p.  | ISBN 978-84-7223-345-4 |                                    |
| 43     | Las cartas de Saguia-El-Hamra                                           | Vicent García Cervera                      | 164 p.  | ISBN 978-84-7223-346-1 | Premio La Sonrisa Vertical 1985    |
| 44     | El azul del cielo                                                       | Georges Bataille                           | 192 p.  | ISBN 978-84-7223-347-8 |                                    |
| 45     | El matarife                                                             | Rafael Arjona                              | 160 p.  | ISBN 978-84-7223-348-5 |                                    |
| 46     | Sor Monika                                                              | Ernst Theodor Amadeus Hoffmann             | 188 p.  | ISBN 978-84-7223-349-2 |                                    |
| 47     | Ligeros libertinajes sabáticos                                          | Mercedes Abad                              | 144 p.  | ISBN 978-84-7223-350-8 | Premio La Sonrisa Vertical 1986    |
| 48     | La nina russa                                                           | Anna Arumí i Bracons                       | 150 p.  | ISBN 978-84-7223-351-5 |                                    |
| 49     | El Pecador Impecable                                                    | Manuel Hidalgo                             | 188 p.  | ISBN 978-84-7223-352-2 |                                    |
| 50     | Diario de un gran amador                                                | Alberto Lattuada                           | 156 p.  | ISBN 978-84-7223-353-9 |                                    |
| 51     | Retorno a Roissy                                                        | Pauline Réage                              | 104 p.  | ISBN 978-84-7223-354-6 |                                    |
| 52     | Ceremonia de mujeres                                                    | Jeanne de Berg                             | 168 p.  | ISBN 978-84-7223-355-3 |                                    |
| 53     | El bajel de las vaginas voraginosas                                     | Josep Bras                                 | 180 p.  | ISBN 978-84-7223-356-0 | Premio La Sonrisa Vertical 1987    |
| 54     | Siete contra Georgia                                                    | Eduardo Mendicutti                         | 192 p.  | ISBN 978-84-7223-357-7 | Finalista La Sonrisa Vertical 1987 |
| 55     | El hábito del amor                                                      | Anne Cumming                               | 392 p.  | ISBN 978-84-7223-358-4 |                                    |
| 56     | Memorias de Dolly Morton                                                | Anónimo                                    | 256 p.  | ISBN 978-84-7223-359-1 |                                    |
| 57     | La esposa del Dr. Thorne                                                | Denzil Romero                              | 216 p.  | ISBN 978-84-7223-360-7 | Premio La Sonrisa Vertical 1988    |
| 58     | Elogio de la madrastra                                                  | Mario Vargas Llosa                         | 212 p.  | ISBN 978-84-7223-361-4 |                                    |
| 59     | La filosofía en el tocador                                              | Marqués de Sade                            | 208 p.  | ISBN 978-84-7223-362-1 |                                    |
| 60     | El coño de Irene; El instante y Las aventuras de Don Juan Lapolla Tiesa | Louis Aragón                               | 224 p.  | ISBN 978-84-7223-363-8 |                                    |
| 61     | Las edades de Lulú                                                      | Almudena Grandes                           | 264 p.  | ISBN 978-84-7223-364-5 | Premio La Sonrisa Vertical 1989    |
| 62     | Las amistades peligrosas                                                | Pierre Choderlos de Laclos                 | 406 p.  | ISBN 978-84-7223-116-0 |                                    |
| 63     | Amatista                                                                | Alicia Steimberg                           | 152 p.  | ISBN 978-84-7223-124-5 | Finalista La Sonrisa Vertical 1989 |
| 64     | La novela de la lujuria                                                 | Anónimo                                    | 478 p.  | ISBN 978-84-7223-138-2 |                                    |
| 65     | Mademoiselle de Mustelle y sus amigas                                   | Pierre Mac Orlan                           | 168 p.  | ISBN 978-84-7223-148-1 |                                    |
| 66     | Pubis de vello rojo                                                     | José Luis Muñoz                            | 248 p.  | ISBN 978-84-7223-155-9 | Premio La Sonrisa Vertical 1990    |
| 67     | La caza del zorro                                                       | José María Álvarez                         | 200 p.  | ISBN 978-84-7223-172-6 |                                    |
| 68     | Las comedias eróticas                                                   | Marco Vassi                                | 231 p.  | ISBN 978-84-7223-185-6 |                                    |
| 69     | El vizconde Pajillero de los Cojones Blandos                            | Benjamin Péret                             | 85 p.   | ISBN 978-84-7223-198-6 |                                    |
| 70     | Memorias de un librero pornógrafo                                       | Armand Coppens                             | 282 p.  | ISBN 978-84-7223-181-8 |                                    |
| 71     | Alevosías                                                               | Ana Rossetti                               | 200 p.  | ISBN 978-84-7223-300-3 | Premio Sonrisa Vertical 1991       |
| 72     | La última noche que pasé contigo                                        | Mayra Montero                              | 199 p.  | ISBN 978-84-7223-368-3 |                                    |
| 73     | Historia de R                                                           | Gaia Servadio                              | 248 p.  | ISBN 978-84-7223-373-7 |                                    |
| 74     | Josefine Mutzenbacher: Historia de una prostituta vienesa               | Felix Salten                               | 240 p.  | ISBN 978-84-7223-380-5 |                                    |
| 75     | Las 120 jornadas de Sodoma                                              | Marqués de Sade                            | 424 p.  | ISBN 978-84-7223-384-3 |                                    |
| 76     | Confesión sexual de anónimo ruso                                        | Anónimo                                    | 184 p.  | ISBN 978-84-7223-395-9 |                                    |
| 77     | La alfombrilla de los goces y los rezos                                 | Li Yu                                      | 344 p.  | ISBN 978-84-7223-468-0 |                                    |
| 78     | La esclava instruida                                                    | José María Álvarez                         | 216 p.  | ISBN 978-84-7223-476-5 | Premio La Sonrisa Vertical 1992    |
| 79     | Yo necesito amor                                                        | Klaus Kinski                               | 416 p.  | ISBN 978-84-7223-483-3 |                                    |
| 80     | En busca del amor                                                       | Anne Cumming                               | 296 p.  | ISBN 978-84-7223-491-6 |                                    |
| 81     | Entre todas las mujeres                                                 | Isabel Franc                               | 184 p.  | ISBN 978-84-7223-495-6 | Finalista La Sonrisa Vertical 1992 |
| 82     | Tribulaciones eróticas e iniciación carnal de Salomón, el Magnífico     | Leopoldo Azancot                           | 216 p.  | ISBN 978-84-7223-643-1 |                                    |
| 83     | Memorias de una princesa rusa                                           | Anónimo                                    | 163 p.  | ISBN 978-84-7223-651-6 |                                    |
| 84     | El hombre de sus sueños                                                 | Dante Bertini                              | 168 p.  | ISBN 978-84-7223-663-9 | Premio La Sonrisa Vertical 1993    |
| 85     | La amante fea                                                           | Josep Lluis Segui                          | 176 p.  | ISBN 978-84-7223-670-7 | Finalista La Sonrisa Vertical 1993 |
| 86     | La venus de las pieles                                                  | Leopold von Sacher-Masoch                  | 208 p.  | ISBN 978-84-7223-680-6 |                                    |
| 87     | Las noches salvajes                                                     | Cyril Collard                              | 264 p.  | ISBN 978-84-7223-735-3 |                                    |
| 88     | Justine o los infortunios de la virtud                                  | Marqués de Sade                            | 344 p.  | ISBN 978-84-7223-738-4 |                                    |
| 89     | Preludio carnal                                                         | Robert Sermaise                            | 160 p.  | ISBN 978-84-7223-438-3 |                                    |
| 90     | Salvajes mimosas                                                        | Dante Bertini                              | 216 p.  | ISBN 978-84-7223-449-9 |                                    |
| 91     | Tu nombre escrito en el agua                                            | Irene González Frei                        | 306 p.  | ISBN 978-84-7223-882-4 | Premio La Sonrisa Vertical 1995    |
| 92     | Me gustan sus cuernos                                                   | Antonio Elio Brailovsky                    | 160 p.  | ISBN 978-84-7223-881-4 | Finalista La Sonrisa Vertical 1995 |
| 93     | El Eros                                                                 | Alberto Bevilacqua                         | 320 p.  | ISBN 978-84-7223-900-5 |                                    |
| 94     | El necrófilo                                                            | Gabrielle Wittkop                          | 104 p.  | ISBN 978-84-7223-925-8 |                                    |
| 95     | La solución salina                                                      | Marco Vassi                                | 264 p.  | ISBN 978-84-7223-934-0 |                                    |
| 96     | Silencio de Blanca                                                      | José Carlos Somoza                         | 208 p.  | ISBN 978-84-7223-968-5 | Premio La Sonrisa Vertical 1996    |
| 97     | Cuerpos entretejidos                                                    | Antonio Altarriba                          | 184 p.  | ISBN 978-84-7223-969-2 | Finalista La Sonrisa Vertical 1996 |
| 98     | Querido Shera-Zaide                                                     | El Djanina                                 | 192 p.  | ISBN 978-84-7223-971-5 |                                    |
| 99     | El ama: memorias de una dominadora                                      | Annick Foucault                            | 224 p.  | ISBN 978-84-7223-787-2 |                                    |
| 100    | La curvatura del empeine                                                | Vicente Muñoz Puelles                      | 208 p.  | ISBN 978-84-7223-791-9 |                                    |
| 101    | Desnudarse es lo que ella no quería                                     | Adolf Muschg                               | 96 p.   | ISBN 978-84-8310-510-8 |                                    |
| 102    | Roberte, esta noche                                                     | Pierre Klossowski                          | 144 p.  | ISBN 978-84-8310-516-0 |                                    |
| 103    | La cinta de Escher                                                      | Abel Pohutanik                             | 206 p.  | ISBN 978-84-8310-526-9 | Premio La Sonrisa Vertical 1997    |
| 104    | Hot line: historia de una obsesión                                      | Francesca Mazzucato                        | 112 p.  | ISBN 978-84-8310-544-3 |                                    |
| 105    | Bella de Candor y otros relatos chinos                                  | Anónimo                                    | 248 p.  | ISBN 978-84-8310-552-8 |                                    |
| 106    | Kurt                                                                    | Kurt K.                                    | 224 p.  | 978-84-8310-584-9      | Premio La Sonrisa Vertical 1998    |
| 107    | El regalo de Luzbel                                                     | Ramón Burcet                               | 248 p.  | ISBN 978-84-8310-596-2 | Finalista La Sonrisa Vertical 1998 |
| 108    | La revocación del Edicto de Nantes                                      | Pierre Klossowski                          | 192 p.  | ISBN 978-84-8310-609-9 |                                    |
| 109    | El mal mundo                                                            | Luis Antonio de Villena                    | 176 p.  | ISBN 978-84-8310-626-6 | Premio La Sonrisa Vertical 1999    |
| 110    | Autobiografía de una pulga                                              | Anónimo                                    | 208 p.  | ISBN 978-84-8310-633-4 |                                    |
| 111    | Cuentos eróticos de Navidad                                             | VV. AA.                                    | 212 p.  | ISBN 978-84-8310-662-4 |                                    |
| 112    | Púrpura profundo                                                        | Mayra Montero                              | 176 p.  | ISBN 978-84-8310-681-5 | Premio La Sonrisa Vertical 2000    |
| 113    | La casa de los budas dichosos                                           | Joao Ubaldo Ribeyro                        | 168 p.  | ISBN 978-84-8310-687-7 |                                    |
| 114    | Relaciones escandalosamente puras                                       | Francesca Mazzucato                        | 144 p.  | ISBN 978-84-8310-698-3 |                                    |
| 115    | Los perros y Las aventuras singulares                                   | Hervé Guibert                              | 144 p.  | ISBN 978-84-8310-705-8 |                                    |
| 116    | Espera ponte así                                                        | Andreu Martín                              | 168 p.  | ISBN 978-84-8310-738-6 | Premio La Sonrisa Vertical 2001    |
| 117    | Fanny Hill                                                              | John Cleland                               | 224 p.  | ISBN 978-84-8310-759-1 |                                    |
| 118    | La atadura                                                              | Vanessa Duriès                             | 144 p.  | ISBN 978-84-8310-801-7 |                                    |
| 119    | Cuentos eróticos de verano                                              | Juan Abreu                                 | 240 p.  | ISBN 978-84-8310-823-9 |                                    |
| 120    | ¿Qué es Teresa? Es... los castaños en flor                              | José Pierre                                | 200 p.  | ISBN 978-84-8310-846-8 |                                    |
| 121    | Llámalo deseo                                                           | José Luis Rodríguez del Corral             | 192 p.  | ISBN 978-84-8310-872-7 | Premio La Sonrisa Vertical 2003    |
| 122    | Satisfaction                                                            | Alina Reyes                                | 192 p.  | ISBN 978-84-8310-891-8 |                                    |
| 123    | Eso no                                                                  | Marcelo Birmajer                           | 224 p.  | ISBN 978-84-8310-929-8 |                                    |
| 124    | Amada de los dioses                                                     | Javier Negrete                             | 200 p.  | ISBN 978-84-8310-965-6 | Finalista La Sonrisa Vertical 2003 |
| 125    | Mujer desnuda, mujer negra                                              | Calixthe Beyala                            | 176 p.  | ISBN 978-84-8310-987-8 |                                    |
| 126    | La séptima noche                                                        | Alina Reyes                                | 104 p.  | ISBN 978-84-8310-402-6 |                                    |
| 127    | El impudor de la mirada                                                 | Octavio Lothar                             | 192 p.  | ISBN 978-84-8310-430-9 |                                    |
| 128    | Diosa                                                                   | Juan Abreu                                 | 168 p.  | ISBN 978-84-8310-457-6 |                                    |
| 129    | Mi vida secreta                                                         | Anónimo                                    | 656 p.  | ISBN 978-84-8310-462-0 |                                    |
| 130    | Diario poco decente de una jovencita                                    | Jacques Cellard                            | 240 p.  | ISBN 978-84-8310-489-7 |                                    |
| 131    | Tiresias                                                                | Marcel Jouhandeau                          | 104 p.  | ISBN 978-84-8310-365-4 |                                    |
| 132    | Cuentos eróticos de San Valentín                                        | Albert Andreu i Alonso                     | 208 p.  | ISBN 978-84-8310-377-7 |                                    |
| 133    | El cuaderno de Rosa                                                     | Alina Reyes                                | 80 p.   | ISBN 978-84-8310-382-1 |                                    |
| 134    | La rendición                                                            | Toni Bentley                               | 224 p.  | ISBN 978-84-8383-009-3 |                                    |
| 135    | Dos iguales                                                             | Cintia Moscovich                           | 232 p.  | ISBN 978-84-8383-035-2 |                                    |
| 136    | El hombre que me baña                                                   | Valentina Maran                            | 257 p.  | ISBN 978-84-8383-064-2 |                                    |
| 137    | Juliette o las prosperidades del vicio                                  | Marqués de Sade                            | 976 p.  | ISBN 978-84-8383-110-6 |                                    |
| 138    | Erotomanía. Una historia de amor                                        | Francis Levy                               | 240 p.  | ISBN 978-84-8383-161-8 |                                    |
| 139    | Elogio de la azotania                                                   | Jacques Serguine                           | 128 p.  | ISBN 978-84-8383-175-5 |                                    |
| 140    | Maravilla en el país de las Alicias                                     | Altarriba, Antonio                         | 200 p.  | ISBN 978-84-8383-223-3 |                                    |
| 141    | Camiones de ternura                                                     | Rey, Françoise                             | 296 p.  | ISBN 978-84-8383-266-0 |                                    |
| 142    | Feliz cumpleaños… erótico                                               | AA. VV.                                    | 256 p.  | ISBN 978-84-8383-322-3 |                                    |
| 143    | El año del calipso                                                      | Estévez, Abilio                            | 232 p.  | ISBN 978-84-8383-404-6 |                                    |
| 144-1  | Emmanuelle 1. La lección del hombre                                     | Arsan, Emmanuelle                          | 264 p.  | ISBN 978-84-8383-742-9 |                                    |
| 144-2  | Emmanuelle 2. La antivirgen                                             | Arsan, Emmanuelle                          | 288 p.  | ISBN 978-84-8383-743-6 |                                    |
| 145    | Vida de un perfecto seductor                                            | Louis-François-Armand, Vignerot du Plessis | 192 p.  | ISBN 978-84-8383-896-9 |                                    |
| 146    | Mira lo que tengo                                                       | Valtueña, José María                       | 146 p.  | ISBN 978-84-8383-820-4 |                                    |